# Ahl-i Hadith
Ahl-i Hadith (Persană: اهل حدیث‎, Urdu: اہل حدیث‎, oamenii hadith-ului) este o mișcare religioasă care a luat ființă în nordul Indiei la mijlocul secolului al XIX-lea, din învățăturile lui Syed Nazer Husain și Siddiq Hasan Khan. Aderenții ei consideră Coranul, sunna și hadith drept singurele surse de autoritate religioasă și se opun tuturor elementelor introduse în Islam după perioada de început. Resping, cu precădere, taqlid (urmarea precedentului legal) și preferă ijtihad (argumentarea legală independentă), bazat pe scripturi. Deși mișcarea a fost comparată cu Wahhabismul Saudit sau cu o variație a lui, aderenții acestuia pretind că se disting de Wahhabism. În ultimele decenii mișcarea și-a extins prezența în Pakistan, Bangladesh și Afghanistan. În același timp, Arabia Saudită prezintă o sursă de inspirație și de susținere financiară.